# ロベルト・イングレーゼ
ロベルト・イングレーゼ（Roberto Inglese, 1991年11月12日 - ）は、イタリア・ルチェーラ出身のサッカー選手。カターニアFC所属。ポジションはFW。

## 経歴

### クラブ
2007年にペスカーラ・カルチョの下部組織へ入団。2010年3月17日に行われたセリエCのラヴェンナFC戦でプロデビューし同シーズンにセリエCで3試合に出場し、翌2010-11シーズンにはセリエBデビューを果たした。
2010年8月28日、セリエAのACキエーヴォ・ヴェローナへ移籍。8月31日にセリエCのACルメッツァーネへレンタル移籍。ルメッツァーネでは3シーズンを過ごし2012-13シーズンには11得点を挙げた。2013年にはセリエBのカルピFCへレンタル移籍した。
2015年、キエーヴォへレンタルバックで復帰。2015年9月20日のインテル戦でセリエAデビューを果たし、11月2日のUCサンプドリア戦では初得点を記録。2015-16シーズン終了後の2016年5月13日、キエーヴォとの契約を2020年まで延長した 。2017年2月17日のサッスオーロ戦ではキャリア初のハットトリックを達成し、最終的に10得点を挙げた。2017年夏にSSCナポリへ完全移籍したが、その直後にキエーヴォへレンタル移籍し2017-18シーズンも11得点を記録した。
2018年8月14日、パルマ・カルチョへ買い取りオプション付きのレンタルで移籍。
2019年7月16日、パルマへ買い取り義務付きのレンタル移籍、2024年6月30日までの契約を結んだことが発表された。
2024年2月1日、セリエBのカルチョ・レッコ1912にレンタル移籍で加入した。
2024年8月30日、セリエCのカターニアFCに延長オプション付きの1年契約で加入した。

### 代表
世代別代表への招集歴はないものの、2017年10月に2018W杯・欧州予選のマケドニアおよびアルバニア戦に向けたイタリア代表メンバーに招集された。